# Adolfo Calero
Adolfo Calero Portocarrero, né le 22 décembre 1931 à Managua et mort le 2 juin 2012, est un homme d'affaires et homme politique nicaraguayen. Ancien directeur de Coca-Cola au Nicaragua, il fut ensuite, de 1983 à 1998, le leader politique de la contre-révolution armée connue sous le nom de Contras, et soutenue par l'Administration Reagan, contre le régime issu de la Révolution Sandiniste (1979-1990).
Après des dissensions avec le leader militaire, le Colonel Enrique Bermudez Varela (« Comandante 380 »), il signe les accords de Sapoa en mars 1988 qui mettent fin aux opérations militaires et ouvrent la voie à un règlement civil du conflit. Après la victoire de Violeta Barrios de Chamorro aux élections générales du 25 février 1990, il revient au Nicaragua et se tient en marge de la vie politique.
Il décède d'une pneumonie à Managua le 2 juin 2012.